# クリントン郡 (ニューヨーク州)
クリントン郡（英: Clinton County）は、アメリカ合衆国ニューヨーク州の北東隅に位置する郡である。人口は7万9843人（2020年） 。郡庁所在地はプラッツバーグであり、同郡で人口最大の都市である。郡名は初代ニューヨーク州知事ジョージ・クリントンに因んで名付けられた。北はカナダ＝アメリカ合衆国国境であり、ケベック州がある。

## 歴史
1683年にニューヨーク植民地で郡が作られたとき、現在のクリントン郡地域はオールバニ郡に属していた。これは巨大な郡であり、ニューヨーク州北部とバーモント州の全てを含んでおり、さらに理論的には西の太平洋岸まで広がっていた。1766年7月3日に、カンバーランド郡を分離し、1770年3月16日にグロスター郡を分離したが、どちらも現在はバーモント州に含まれている。1772年3月12日、オールバニ郡が3分割され、オールバニ郡はその名で残り、1つは東部が入ったシャーロット郡、もう1つは西部のトライアン郡となった。
1784年、シャーロット郡がワシントン郡に改名された。これはアメリカ独立戦争時の司令官であり後に初代アメリカ合衆国大統領になったジョージ・ワシントンを称えるものだった。
1788年ワシントン郡からクリントン郡が分離設立された。このクリントン郡は現在よりもかなり大きかった。
1799年、クリントン郡からエセックス郡が分離設立された。
1802年、クリントン郡とハーキマー郡、モンゴメリー郡のそれぞれ一部を併せて、セントローレンス郡が設立された。
1808年、クリントン郡から分離してフランクリン郡が設立された。
米英戦争の1814年、郡内でプラッツバーグの戦いが起きた。

## 郡政府と政治
クリントン郡は民主党支持の郡と見なされている。国政選挙や州全体での選挙では民主党候補が当選することが多い。2008年アメリカ合衆国大統領選挙では、民主党のバラク・オバマが共和党のジョン・マケインに対して22.9%差を付けて郡を制した。オバマは郡内の全ての自治体を制し、州全体でもの26.9%差をつけてマケインを制した。2006年の州知事選挙でも民主党のエリオット・スピッツァーが63%の支持を集め、同年のアメリカ合衆国上院議員選挙でも民主党のヒラリー・クリントンが64%を得た。2010年の州知事選挙では民主党のアンドリュー・クオモ、同年のアメリカ合衆国上院議員選挙ではやはり民主党のチャック・シューマーとキルステン・ジリブランドが共に60％以上の支持率で郡を制した。しかし、地方レベルの選挙では共和党候補が勝つことも多い。例えば、2009年までアメリカ合衆国下院議員に民主党候補を選出したことは無く、州議会上下院には1960年代から民主党候補を送り出していない。
クリントン郡議会は郡の立法主体である。10人の議員で構成され、小選挙区から選ばれている。現有議席は共和党5人、民主党5人である。郡執行官は郡の管理官であり、郡政府の日々の運営を管理している。

## 地理
クリントン郡はニューヨーク州北東部にあり、バーモント州の西、カナダのケベック州の南に位置している。東部境界はシャンプレーン湖であり、この湖がニューヨーク州とバーモント州の州境になっている。オーセイブル川が南郡境の大半を構成している。
アメリカ合衆国国勢調査局に拠れば、郡域全面積は1,118平方マイル (2,895.6 km2)であり、このうち陸地1,039平方マイル (2,691.0 km2)、水域は79平方マイル (204.6 km2)で水域率は7.04%である。
郡南西部はアディロンダック公園に入っている。

### 空港
郡内には次の公共用途空港がある。
- プラッツバーグ国際空港 (PBG) – プラッツバーグ市
- クリントン郡空港 (PLB) – プラッツバーグ市
- ラウジズポイント水上機基地 (K21) – ラウジズポイント

### 隣接する郡
- グランドアイル郡 (バーモント州) - 東
- チッテンデン郡 (バーモント州) - 南東
- エセックス郡 - 南
- フランクリン郡 - 西
- カナダ・ケベック州オー・リシュリュー郡 - 北
- カナダ・ケベック州オー・サンローラン郡 - 北
- カナダ・ケベック州ジャルダン・ドゥ・ナピエヴィル郡 - 北

## 人口動態
以下は2000年国勢調査による人口統計データである。
| 基礎データ - 人口: 79,894 人 - 世帯数: 29,423 世帯 - 家族数: 19,272 家族 - 人口密度: 30人/km2（77人/mi2） - 住居数: 33,091 軒 - 住居密度: 12軒/km2（32軒/mi2） 人種別人口構成（2008年時点） - 白人: 93.33% - アフリカン・アメリカン: 3.58% - ネイティブ・アメリカン: 0.36% - アジア人: 0.67% - 太平洋諸島系: 0.02% - その他の人種: 1.10% - 混血: 0.93% - ヒスパニック・ラテン系: 2.46% 先祖による構成 - フランス系：23.7% - フランス系カナダ人：15.0% - アメリカ人：12.5% - アイルランド系：11.8% - イギリス系：7.6% - ドイツ系：5.5% 言語による構成 - 英語：94.1% - フランス語：2.8% - スペイン語：1.7% 年齢別人口構成 - 18歳未満: 23.0% - 18-24歳: 12.4% - 25-44歳: 30.6% - 45-64歳: 22.1% - 65歳以上: 11.9% - 年齢の中央値: 36歳 - 性比（女性100人あたり男性の人口） - 総人口: 104.9 - 18歳以上: 104.6 最高レベル警備刑務所であるクリントン矯正施設がダネモラ村にある | 世帯と家族（対世帯数） - 18歳未満の子供がいる: 32.0% - 結婚・同居している夫婦: 51.0% - 未婚・離婚・死別女性が世帯主: 10.2% - 非家族世帯: 34.5% - 単身世帯: 26.3% - 65歳以上の老人1人暮らし: 10.0% - 平均構成人数 - 世帯: 2.47人 - 家族: 2.98人 収入と家計 - 収入の中央値 - 世帯: 37,028米ドル - 家族: 45,732米ドル - 性別 - 男性: 33,788米ドル - 女性: 25,520米ドル - 人口1人あたり収入: 17,946米ドル - 貧困線以下 - 対人口: 13.9% - 対家族数: 9.4% - 18歳未満: 15.3% - 65歳以上: 11.4% |

## 都市と町
下表は郡内14の町と1つの市を示す。町の中には村、ハムレット、国勢調査指定地域が入っている。（　）内は2010年の人口である。
| 町                           | 市                       | 村                              | ハムレット、国勢調査指定地域                                             |
| ---------------------------- | ------------------------ | ------------------------------- | ------------------------------------------------------------------------ |
| アルトナ (2,877)             |                          |                                 | アルトナ                                                                 |
| オ・サーブル (3,146)         |                          | キーズビル                      |                                                                          |
| ビークマンタウン (5,545)     |                          |                                 |                                                                          |
| ブラックブルック (1,497)     |                          |                                 | オ・サーブルフォークス                                                   |
| シャンプレーン (5,754)       |                          | シャンプレーン ラウジズポイント |                                                                          |
| シャジー (4,284)             |                          |                                 |                                                                          |
| クリントン (737)             |                          |                                 | チュルブスコ                                                             |
| ダネモラ (4,898)             |                          | ダネモラ                        | ライアン・マウンテン                                                     |
| エレンバーグ (1,743)         |                          |                                 |                                                                          |
| ムーアズ (3,592)             |                          |                                 | ムーアズ                                                                 |
| ペルー (6,998)               |                          |                                 | ペルー                                                                   |
| プラッツバーグ (11,870)      |                          |                                 | カンバーランドヘッド** モリソンビル パーク プラッツバーグ クリフヘイブン |
|                              | プラッツバーグ* (19,989) |                                 |                                                                          |
| サラナック (4,007)           |                          |                                 | レッドフォード                                                           |
| スカイラーフォールズ (5,181) |                          |                                 | モリソンビル                                                             |

*プラッツバーグ市はプラッツバーグ町に囲まれているが、別の主体である

** カンバーランドヘッドの住民は独自の町を結成したと考えている。カンバーランドヘッドはプラッツバーグ町の一部になっているが、町や村ではない

## 教育
- ニューヨーク州立大学プラッツバーグ校がプラッツバーグ市内にある。